# 都沢和子
都沢 和子（みやこざわ かずこ、1965年5月19日 - ）は、オウム真理教の元幹部。東京都出身。ホーリーネームはウッパラヴァンナー。省庁制が採用された後は、「西信徒庁長官」となった。同宗教法人の責任役員であった。

## 来歴
昭和女子大学短期大学部英米文学科在学時にESS（英語による弁論サークル）に所属し、早稲田大学ESA所属の上祐史浩に出合う。卒業後は住友化学工業に勤務するが、恋人の上祐がオウム真理教に入信したことを知り、後を追って1987年4月入信、6月20日に出家する。出家番号は23。
出家後は名古屋支部長などを歴任した。教団の出版物やビデオに出演し、教団の顔の一人として信者を獲得していった。
1996年10月8日早川公判での岡﨑一明証言によると、ステージが下の男性信者（上祐ではない）と交際していることを理由に麻原から「ポアしかない」と死刑宣告されたが、岡崎・石井久子・早川紀代秀が麻原に抗議したため阻止されたという。1999年の主機で岡崎は、これは坂本弁護士事件後、トンズラ旅行の終わり頃にインド奥地のホテルでのことで、都沢が「私をポアして下さい」と懺悔すると、麻原は元恋人の上祐を呼び意見を求めた。上祐は「本人が望んでいるなら、そうするしかないでしょう」とポアを肯定したという。
1995年1月9日、山梨県上九一色村のサティアンから教祖麻原彰晃の家庭医であった女医の信徒が逃走。名古屋市の実家から強制的に連れ戻すよう麻原から指示を受けた都沢は、監視のために付近のマンションに侵入した容疑で指名手配され、5月10日に警視庁赤坂警察署に出頭し逮捕された。
1995年10月31日に名古屋地方裁判所で懲役1年の判決。1996年3月5日に名古屋高等裁判所で控訴が棄却され、確定した。
裁判では「修行を捨てる気はない」「オウムで修行したことは正しいと思っている」と述べていた。
当初は教団に戻りたいとしていたが、その後教団を脱会し、苫米地英人による脱洗脳カウンセリングを受けた。苫米地について、どんな人物かと質問した野田成人に「先生は密教を超えたグルです」と答えたという。